# Iglesia de San Patricio (Nueva Orleans)
La Iglesia de San Patricio o antes Catedral de San Patricio (en inglés: St. Patrick's Church) Es una iglesia católica y parroquia en la Arquidiócesis de Nueva Orleans, Luisiana, al sur de Estados Unidos. La parroquia fue fundada en 1833, y la estructura actual se completó en 1840. Es la segunda parroquia más antigua de Nueva Orleans (la más antigua es la parroquia Catedral de San Luis), situada río arriba en el Barrio Francés en lo que es Ahora el Distrito Central de Negocios. El edificio, un hito histórico nacional, es uno de los primeros y mejores ejemplos en la nación de la arquitectura del renacimiento gótico.
En 1833, el Obispo Leo-Raymond de Neckere estableció una nueva parroquia en Faubourg St. Mary, la Iglesia de San Patricio. La construcción de un edificio permanente para una iglesia comenzó más adelante en la década y fue terminada en 1840. Durante la reconstrucción de 1849-1851 de la catedral de San Luis, la iglesia fue nombrada pro-catedral de la diócesis.

## Véase también

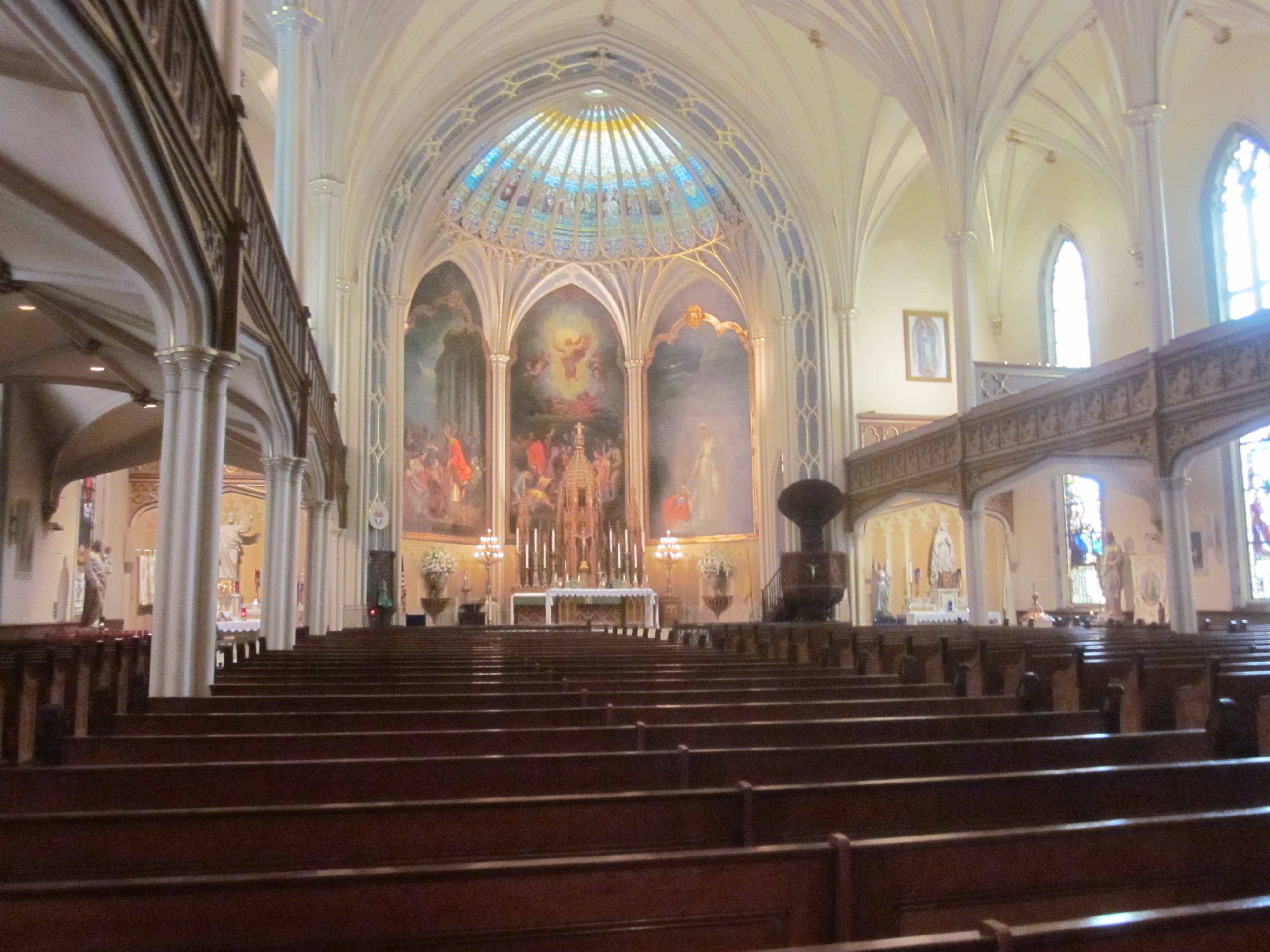
Vista interna